# Malavijska kvača
Malavijska kvača, ISO 4217: MWK je službeno sredstvo plaćanja u afričkoj državi Malavi. Označava se simbolom MK, a dijeli se na 100 tambala.

Malavijska kvača je uvedena 1971. godine, kada je zamijenila malavijsku funtu, i to u omjeru 2 kvače za 1 funtu.

U optjecaju su kovanice od 1, 2, 5, 10, 20, 50 tambala, te 1, 5, 10 kvača i novčanice od 20, 50, 100, 200, 500, 1000 kvača.